# Río Chitoc
El Río Chitoc es un río de la Rumanía, afluente del Ghilănoiu, localizado en el distrito de Vaslui.